# Schoberstein
Schoberstein är ett berg i Österrike.   Det ligger i distriktet Steyr-Land och förbundslandet Oberösterreich, i den nordöstra delen av landet, 160 km väster om huvudstaden Wien. Toppen på Schoberstein är 1 285 meter över havet, eller 503 meter över den omgivande terrängen. Bredden vid basen är 6,3 km.
Terrängen runt Schoberstein är huvudsakligen kuperad. Närmaste större samhälle är Steyr, 16,8 km norr om Schoberstein. 
I omgivningarna runt Schoberstein växer i huvudsak blandskog. Runt Schoberstein är det ganska glesbefolkat, med 45 invånare per kvadratkilometer.